# Acrocercops grammatacma
Acrocercops grammatacma là một loài bướm đêm thuộc họ Gracillariidae. Nó được tìm thấy ở Queensland.